# Energy (組合)
Energy是一个台灣男子團體，於2002年7月12日成立，2009年全員單飛，2024宣布重新復出並簽約相信音樂。團員擅長街舞。團內職務分別為：團長和主領舞暨饒舌牛奶、主唱阿弟、副主唱書偉、創作和饒舌Toro、顏值擔當和饒舌坤達。在Toro及牛奶陸續退團後，於2007年加入舞者唐振剛，團體復出後的成員為最初五位團員。

## 演藝歷程
Energy在2002年7月12日成立時有五位成員，分別是團長暨主領舞與饒舌擔當牛奶、主唱阿弟、副主唱書偉、創作及饒舌擔當Toro、顏值與饒舌擔當坤達。團體發行首張專輯《Come On》，其中收錄的單曲《放手》為代表作。Energy出道一個月後即達成六萬名歌迷連署，於同年8月29日在中正紀念堂舉辦首場大型演唱會，成為第一組剛發行專輯就站上中正紀念堂開演唱會的藝人，創下剛發行首張專輯便完成萬人演唱會的紀錄。有媒體評論認為，Energy「以酷炫形象加上帥氣、充滿力道的舞蹈，在當時的樂壇投下震撼彈」。
2003年3月，他們發行第二張專輯《無懈可擊》，專輯主打歌《多愛我一天》搭配偶像劇《我的祕密花園》播送，迅速在音樂排行榜上有所斬獲；時隔4個月，Energy再發行第三張專輯《E3》，其中的單曲《某年某月某一天》成為KTV熱門點播歌曲。至同年7月，Energy跟經紀人產生合約糾紛，當時人氣最高的團員Toro離團單飛。

### 2003–2009年：幾度隊內調整後單飛
2004年，Energy發行《Energy 4ever》新歌加精選專輯，此後團體以四人形式活動。同年，他們開始多元發展，主演為團體量身打造、以街舞為內容主題的偶像劇《米迦勒之舞》，也接下娛樂新聞主持工作，並開始進軍中國大陸。2005年，Energy以團員牛奶、書偉、坤達及阿弟的四人形式，發行專輯《最後的樂園》；阿弟在同年6月的專輯發片記者會上，宣布暫時退團養傷，他表示之前拍攝歌曲《BOOM》的MV時因重摔落地造成腰椎間盤突出，且之後兩年以來舊疾纏身。之後，Energy在同年7月9日前往新加坡舉行演唱會，而同於當月舉行的《最後的樂園演唱會》是原始團員四人最後的同台演出。
至2005年10月，團長牛奶為了專注於舞蹈的夢想，發表宣言：「為了無法言明的原因以及自己的舞蹈事業，決定退團。」，宣布退團。Energy剩下書偉、坤達二名成員，之後阿弟養傷歸隊。阿弟、坤達、書偉以三人團體的狀態在2006年發行專輯《猩人類》，同名主打歌也象徵「團體重生」。2007年6月，Energy加入原為團隊舞蹈老師和專屬舞者的新團員唐振剛（小剛），並由書偉接任團長，ENERGY重新出發，於同年10月推出專輯《天生反骨》，同名主打歌的舞蹈編排挑戰全體倒立等高難度動作。直至2009年，Energy成員為團長書偉、坤達、阿弟、小剛共四人，團員於該年主持完節目之後單飛，未正式宣布解散。此後，團員於演藝圈的不同領域各自發展，書偉、坤達和小剛將演藝事業的重心轉移至戲劇領域，阿弟則轉型為節目通告藝人。

### 2012–2023年：聚首不散
2012年，在Energy成軍10週年時，五位原始團員牛奶、書偉、Toro、坤達與阿弟曾舉行「10年一刻」小型見面會。2017年，團體成軍15週年紀念日時，五名原始成員開直播合體，並獻唱多首經典歌曲。2023年4月2日，在五月天於高雄世運主場館舉辦的「諾亞方舟10週年進化無限放大版演唱會」上，5名原始成員跟五月天合唱經典歌曲〈孫悟空〉、〈放手〉，睽違20年再度在舞台上合體，掀起全場高潮。

### 2024年至今：加入相信音樂回歸
2024年1月1日成立官網，加入相信音樂、宣布復出，回歸樂壇。1月18日發行〈放手（復合版）〉，1月27日推出全新單曲〈分合〉，並以「2024超級巨星紅白藝能大賞」作為其首場回歸表演舞台。同年4月發布舞曲風格的主打單曲〈星期五晚上〉，當中的舞蹈動作「16蹲」獲得外界模仿關注；5月2日發行迷你專輯《HERE I AM》，並於7月27、28日於台北小巨蛋舉辦「2024 Energy《一觸即發》台北演唱會」，之後於高雄巨蛋加場演出。2025年6月28日，以〈星期五晚上〉獲得第36屆金曲獎年度歌曲獎。

## 成員資料

### 現任成員
| 姓名   | 出生日期      | 藝名 | 樂壇活躍時期                         |
| ------ | ------------- | ---- | ------------------------------------ |
| 葉乃文 | 1979年9月2日  | 牛奶 | 2002年7月—2005年10月；2024年1月—至今 |
| 張書偉 | 1980年11月4日 | 書偉 | 2002年7月—2009年；2024年1月—至今     |
| 郭葦昀 | 1981年10月2日 | Toro | 2002年7月—2003年7月；2024年1月—至今  |
| 謝坤達 | 1982年3月18日 | 坤達 | 2002年7月—2009年；2024年1月—至今     |
| 蕭景鴻 | 1982年7月21日 | 阿弟 | 2002年7月—2009年；2024年1月—至今     |

### 已離開成員
| 姓名   | 出生日期       | 藝名 | 樂壇活躍時期     |
| ------ | -------------- | ---- | ---------------- |
| 唐振剛 | 1983年10月13日 | 小剛 | 2007年6月—2009年 |

## 相關爭議

### 遭質疑全體團員免役的正當性
Energy以《星期五晚上》奪下第36屆金曲獎「年度歌曲獎」。然而近期因演藝圈驚爆「閃兵」風暴，對此有部分網友翻出當年團員因體位問題取得免役再次提出質疑。
團員「阿弟」蕭景鴻的老婆「Mei」邱馨葦在出席6月28日第36屆金曲獎頒獎典禮為Energy應援，在面對部分網友質疑Energy以唱跳舞曲奪獎卻全員未服兵役免役的合理性時，則挺身站出來護夫、護團，並回應反擊「我老公有去當兵怎麼了嗎？」，吸引其粉絲們的支援。
「阿弟」在2005年完成專輯後入伍服役，但因曾挑戰高難度舞蹈動作導致腰椎椎間盤突出，入伍僅12天就遭驗退，之後四處尋醫復健，直到症狀好轉才再次投入Energy的相關活動，而且現在再度重回舞台也要經常復健。

坤達2005年11月因「自發性氣胸」住院，並且緊急做肺部導流手術，2019年拍攝《月村歡迎你》時，半裸鏡頭有拍到當時他胸口有氣胸的術後疤痕。
牛奶則是脊椎移位，在出道前已免役。
書偉患則是有地中海型貧血而免役。
Toro是因為脊椎側彎，是新訓結業後下部隊才被驗退，而且有在跟媒體澄清時，秀了當兵照片來證明。

## 音樂作品

### 正規專輯
- 2002年7月：《COME ON》
- 2003年1月：《無懈可擊》
- 2003年7月：《E3》
- 2005年6月：《最後的樂園》
- 2006年8月：《猩人類》
- 2007年10月：《天生反骨》
- 2024年5月：《HERE I AM》
- 2025年7月：《ALL IN》

### 精選專輯
- 2004年1月：《ENERGY 4 EVER （页面存档备份，存于）》

### 影視劇歌曲
| 發行日期  | 歌曲名稱       | 專輯名稱                | 語言 | 備註                         |
| 2003年4月 | 多愛我一天     | 我的秘密花園 電視原聲帶 | 國語 | 片頭曲                       |
| 2003年4月 | 給你的歌       | 我的秘密花園 電視原聲帶 | 國語 | 插曲                         |
| 2003年8月 | 某年某月某一天 | 心動列車 電視原聲帶     | 國語 | 《南向北的列車》 單元片尾曲  |
| 2004年7月 | Hey You        | 米迦勒之舞 電視原聲帶   | 國語 |                              |
| 2004年7月 | 我聽見天使歌唱 | 米迦勒之舞 電視原聲帶   | 國語 |                              |
| 2004年7月 | 一起走吧       | 米迦勒之舞 電視原聲帶   | 國語 |                              |
| 2004年7月 | 黑暗時期       | 米迦勒之舞 電視原聲帶   | 國語 |                              |
| 2004年7月 | 一直到最後     | 米迦勒之舞 電視原聲帶   | 國語 |                              |
| 2004年7月 | Leave Me Alone | 米迦勒之舞 電視原聲帶   | 國語 |                              |
| 2004年7月 | Hey You(ReMix) | 米迦勒之舞 電視原聲帶   | 國語 |                              |
| 2005年1月 | 戀愛季節       | 男丁格爾 電視原聲帶     | 國語 | 謝坤達+Yummy                 |
| 2005年1月 | 天空沒有下雨   | 男丁格爾 電視原聲帶     | 國語 | 謝坤達/片尾曲                |
| 2025年3月 | 同病相戀       | ALL IN                  | 國語 | 電影《有病才會喜歡你》宣傳曲 |

### 合輯
- 2003年3月： 楊千嬅-《揚眉》02.什麼都不怕（Energy牛奶跨刀合唱）
- 2003年6月：《環球最棒 精選特輯》DISC.1 02.放手 08.BOOM 10.Got to be real DISC.2 BoomRa-Men Song（Featuring潘瑋柏） You better not come home（Featuring女子團體 T-RUSH （页面存档备份，存于）   搗蛋（本名：羅嘉齡））
- 2003年12月：《U LOVE》 DISC.1 02.放手 07.Come on/ENERGY 05.什麼都不怕（楊千嬅+牛奶）DISC.2 3.Universal love（許慧欣+ENERGY+潘瑋柏） 4.強效嘻哈三合一（孤單芭蕾+放手+Tell me）
- 2005年4月：《愛的主題歌》DISC.1 16.第二次愛上你/Energy（韓劇 玻璃鞋）DISC.2 08.我聽見天使歌唱/Energy（米迦勒之舞）
- 2007年12月：《我們的主打歌2》DISC.1 13.某年某月某一天/Energy
- 2008年11月：《另類人生》書籍隨書附贈單曲.另類人生/Energy

### 創作單曲
| 日期           | 歌曲                        | 作詞              | 作曲                                              | 專輯       |
| -------------- | --------------------------- | ----------------- | ------------------------------------------------- | ---------- |
| 2002年7月1日   | 5. You Better Not Come Home | Energy            | Lio/F//Fact/D./Barro/L./Andrews/D/Gagel/R./Burgh  | COME ON    |
| 2002年7月1日   | 6. More Than Words          | Energy            | Kim/Seok Chan/Jung/Jin Hwan                       | COME ON    |
| 2002年7月1日   | 9. 7 Days                   | 郭葦昀(Toro)      | Dj Freak                                          | COME ON    |
| 2002年7月1日   | 12. Together                | ENERGY            | 于台秀                                            | COME ON    |
| 2003年1月1日   | 2. 無懈可擊                 | 方文山/ENERGY     | Jang Woo Hyuk/An Seung Ho/Lee Jae Won/Yun Young J | 無懈可擊   |
| 2003年1月1日   | 3. 末日秀                   | 林夕/郭葦昀(Toro) | Kim Jin-Hoo/Kim Tae-Hee                           | 無懈可擊   |
| 2003年1月1日   | 6. Ra-Men Song              | ENERGY/Terry Lee  | Terry Lee                                         | 無懈可擊   |
| 2003年1月1日   | 7. 金銀島                   | 郭葦昀            | 彭莒欣                                            | 無懈可擊   |
| 2003年1月1日   | 8. 穿越一光年               | ENERGY            | 凌偉文                                            | 無懈可擊   |
| 2003年1月1日   | 9. Got To Be Real           | ENERGY            | Cheryl Lynn/David Foster                          | 無懈可擊   |
| 2003年1月1日   | 10. 馬上回來                | 李焯雄/ENERGY     | Jang Joon-Ho                                      | 無懈可擊   |
| 2003年1月1日   | 11. 給你的歌                | ENERGY            | 黃韻玲                                            | 無懈可擊   |
| 2003年7月1日   | 5. Live It Up               | 郭葦昀/張書偉     | Terry Lee                                         | E13        |
| 2003年7月1日   | 6. Get Away                 | 小安/郭葦昀       | 小安                                              | E13        |
| 2003年7月1日   | 7. 極度危險                 | 郭葦昀/彭莒欣     | 雷治豪                                            | E13        |
| 2003年7月1日   | 8. 只有我                   | 郭葦昀            | 凌偉文                                            | E13        |
| 2003年7月1日   | 9. One Last Chance          | 郭葦昀            | 郭葦昀                                            | E13        |
| 2003年7月1日   | 11. Oh!Yes                  | 郭葦昀            | Dj Freak                                          | E13        |
| 2005年6月3日   | 3. 我們                     | Energy            | 林俊傑                                            | 最後的樂園 |
| 2005年6月3日   | 6. We are Family            | Energy            | Nile Rodgers                                      | 最後的樂園 |
| 2005年6月3日   | 7. Yeah                     | Energy            | 紀佳松/黃晞睿                                     | 最後的樂園 |
| 2005年6月3日   | 9. Holiday                  | Energy            | Parkmoonsoo                                       | 最後的樂園 |
| 2006年8月25日  | 2. 愛失控                   | 坤達              | Kenzie                                            | 猩人類     |
| 2006年8月25日  | 4. 無賴                     | 書偉/大麥         | 李榮浩                                            | 猩人類     |
| 2006年8月25日  | 5. 最好                     | 書偉              | 周傳雄                                            | 猩人類     |
| 2006年8月25日  | 8. 虛假遊戲                 | 書偉              | 陳台證                                            | 猩人類     |
| 2007年10月12日 | 2. 上癮                     | 阿弟              | Magnus Eriksson                                   | 天生反骨   |
| 2007年10月12日 | 4. 星空                     | 書偉、阿弟        | 劉勇志                                            | 天生反骨   |
| 2007年10月12日 | 8. 一秒愛上你               | 坤達              | Lars Quang                                        | 天生反骨   |
| 2024年1月18日  | 放手(復合版)                | 陳奐仁            | 陳奐仁                                            | Here I Am  |
| 2024年1月30日  | 分合                        | 葛大為            | 蕭秉治                                            | Here I Am  |
| 2024年4月12日  | 星期五晚上                  | 何宇勝、任遲      | 張簡君偉、Oliver Kim                              | Here I Am  |
| 2024年5月15日  | Here I Am                   | 葛大為            | 陳又齊/JerryC                                     | Here I Am  |
| 2024年5月15日  | 二次西遊                    | 郭葦昀/五月天阿信 | 郭葦昀/五月天阿信                                 | Here I Am  |
| 2024年5月15日  | 把手給我                    | 林姆莉            | 黃晟峰                                            | Here I Am  |

## 主持
- TVBS-G「娛樂新聞」（2004）
- TVBS-G「5℃ FUN賣機」（2004）
- 臺視「綜藝這個禮拜六最好笑」（2004）：與羅志祥搭檔
- 東風「SUPER ENERGY」（2008）
- 東風「鐵馬青春行」（2009）：與歐弟搭檔

## 書籍出版
- 2003年10月：《發電》（寫真集）- 尖端出版社
- 2003年11月：《我的ENERGY》（文字書）- 皇冠出版社
- 2003年9月：《未來》（寫真集）- 東販出版社
- 2008年11月：《另類人生》 - 如何出版社
- 2009年10月：《親愛的: 偶像爸比20封愛的書信》- 凱特文化 : 蕭景鴻

## 獎項

### 大型獎項
| 年份   | 角逐獎項                   | 作品名稱       | 結果 |
| 2004年 | 第15屆金曲獎最佳重唱組合獎 | 《E3》         | 提名 |
| 2025年 | 第36屆金曲獎最佳演唱組合獎 | 《Here I Am》  | 提名 |
| 2025年 | 第36屆金曲獎年度歌曲獎     | 《星期五晚上》 | 獲獎 |

### 其他
- 2002年12月：台北之音Hit Fm聯播網「年度百首單曲票選活動」第三十五名《more than words》，第七十三名《Come On》
- 2003年9月：HIT FM年度最佳新人團體
- 2003年10月：HIT FM（2003年第一季）最佳單曲（冠軍）
- 2003年11月：G-MUSIC（2003上半年度）最暢銷團體
- 2003年12月：新加坡933金曲獎最佳十八銅人獎
- 2003年12月：新加坡933金曲獎 最佳新人（銅）
- 2003年12月：台北之音Hit Fm聯播網「年度百首單曲票選活動」第十一名《某年某月某一天》，第三十一名《多愛我一天》，第七十五名《金銀島》
- 2004年12月：台北之音Hit Fm聯播網「年度百首單曲票選活動」第七十三名《HEY YOU》
- 2004年12月：新加坡金曲獎 最受歡迎團體（銀）
- 2005年11月：新加坡金曲獎
  - 最佳组合
  - Courts魅力新偶像大奖
- 2025年1月：台北之音Hit Fm聯播網「年度百首單曲票選活動」冠軍《星期五晚上》，第十七名《分合》、第二十六名《Here I Am 》
- 2025年4月：第20屆KKBOX音樂風雲榜年度百大風雲歌手〈星期五晚上〉
- 2025年6月：Hito流行音樂獎
  - Hito冠軍王《Here I Am》
  - Hito進榜最久歌手《Here I Am》
  - 年度百首單曲冠軍〈星期五晚上〉
  - Hito團體《Here I Am》
  - Hito年度十大華語歌曲〈星期五晚上〉
- 2025年9月：YES 933 潮流音樂盛典 2025 年度歌手

## 演唱會

### 巡回演唱会
| 日期                         | 國家／地区         | 城市               | 場館                     | 嘉賓               | 備註               |
| ENERGY POWER演唱会           | ENERGY POWER演唱会 | ENERGY POWER演唱会 | ENERGY POWER演唱会       | ENERGY POWER演唱会 | ENERGY POWER演唱会 |
| ---------------------------- | ------------------ | ------------------ | ------------------------ | ------------------ | ------------------ |
| 2003年9月13日                | 新加坡             | 新加坡             | 新加坡室内体育馆         |                    |                    |
| 2003年9月27日                | 印度尼西亞         | 印度尼西亞         | 雅加达会议中心           |                    |                    |
| 《再见马来西亚》演唱会       |                    |                    |                          |                    |                    |
|                              | 马来西亚           | 云顶               | 云顶云星剧场             |                    |                    |
| 2005年7月9日                 | 新加坡             | 新加坡             | 室內體育館               |                    |                    |
| 《一觸即發巡迴演唱會》       |                    |                    |                          |                    |                    |
| 2024年7月27日                | 臺灣               | 台北               | 台北小巨蛋               |                    |                    |
| 2024年7月28日                | 臺灣               | 台北               | 台北小巨蛋               | 五月天             |                    |
| 2024年9月7日                 | 臺灣               | 高雄               | 高雄巨蛋                 |                    |                    |
| 2024年9月8日                 | 臺灣               | 高雄               | 高雄巨蛋                 |                    |                    |
| 2024年11月23日               | 新加坡             | 新加坡             | 新加坡室内体育馆         |                    |                    |
| 2025年4月5日                 | 马来西亚           | 吉隆坡             | 亞通體育館(Axiata Arena) | 呂思緯             |                    |
| 《All In全面進擊巡迴演唱會》 |                    |                    |                          |                    |                    |
| 2025年9月6日                 | 臺灣               | 高雄               | 高雄巨蛋                 |                    |                    |
| 2025年9月7日                 | 臺灣               | 高雄               | 高雄巨蛋                 |                    |                    |

### 其他演唱会
- 2002年7月13日：台北獵舞行動演唱會
- 2002年8月29日：台北市中正紀念堂NON-STOP演唱會
- 2003年3月23日：WE WIN演唱會
- 2003年7月16日：台北縣淡水漁人碼頭演唱會
- 2005年7月30日：台中《最後的樂園》慶功演唱會
- 2006年9月1日：台北WE BACK演唱會
- 2024年12月27日：《Here I Am 我在》上海演唱會-瓦肆 VAS est 3樓
- 2025年11月28日：《馬上去》深圳演唱會-SoFun Live深圳
- 2025年11月30日：《馬上去》成都演唱會-正火藝術中心1號館

## 外部連結
- （繁體中文）Energy.official的Facebook專頁
- （繁體中文）Energy的Instagram帳戶
- （繁體中文）Energy的新浪微博